# St. Evergislus (Brenig)

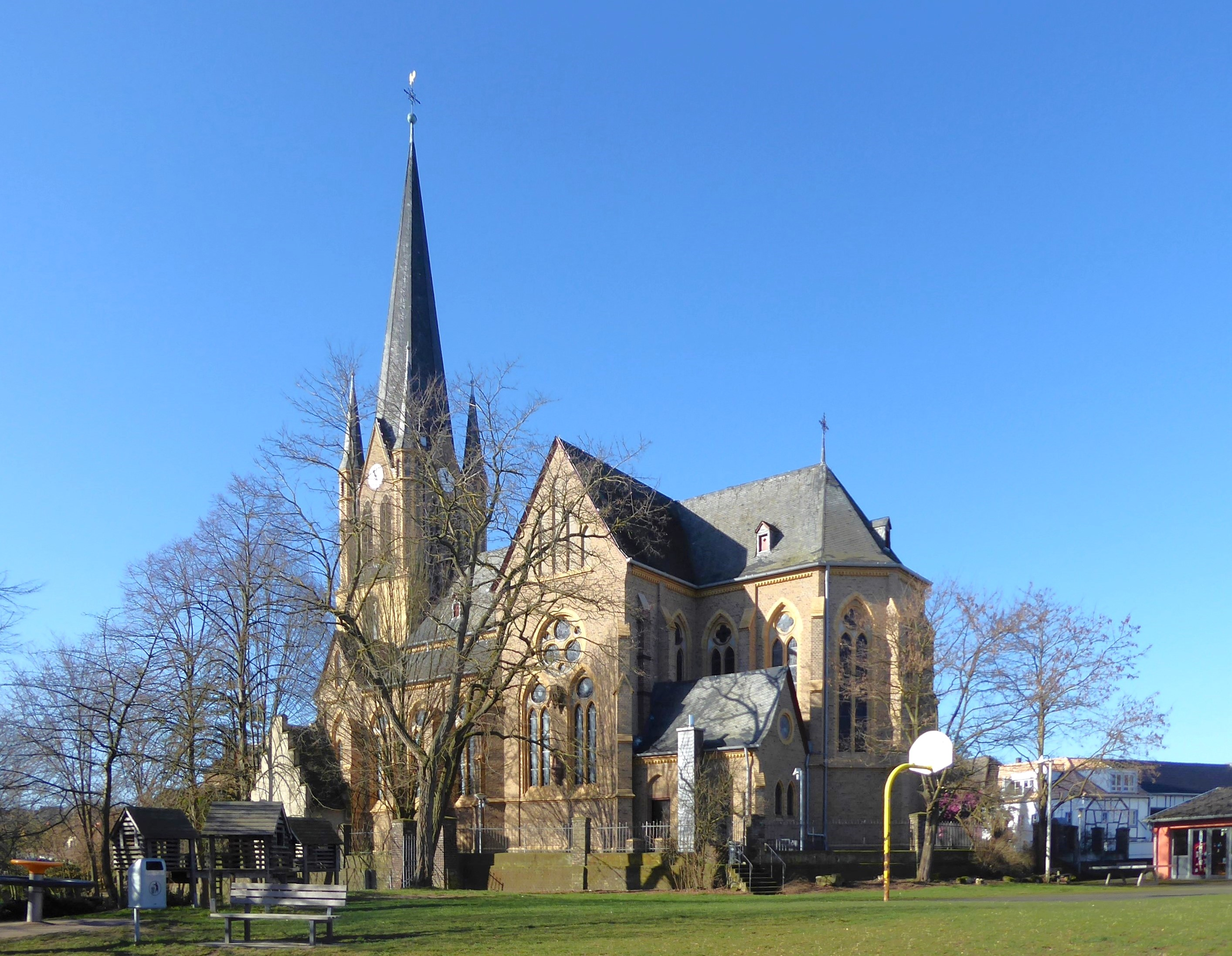
St. Evergislus in Brenig

St. Evergislus ist die römisch-katholische Pfarrkirche von Brenig, einem Stadtteil von Bornheim im Rhein-Sieg-Kreis (Nordrhein-Westfalen). Die Pfarrgemeinde gehört zum Seelsorgebereich Bornheim – An Rhein und Vorgebirge im Dekanat Bornheim (Erzbistum Köln).

## Geschichte und Architektur

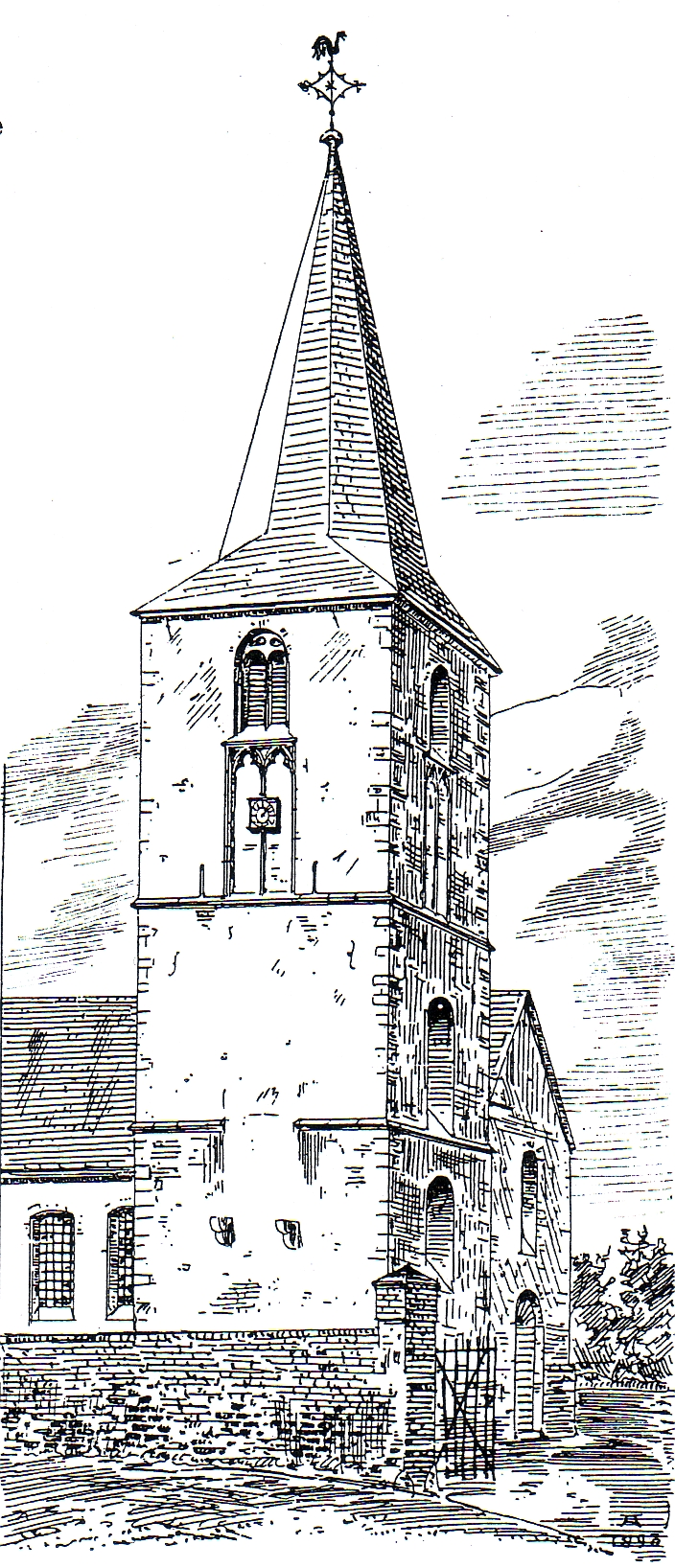
Der gotische Turm und die alte Kirche 1893

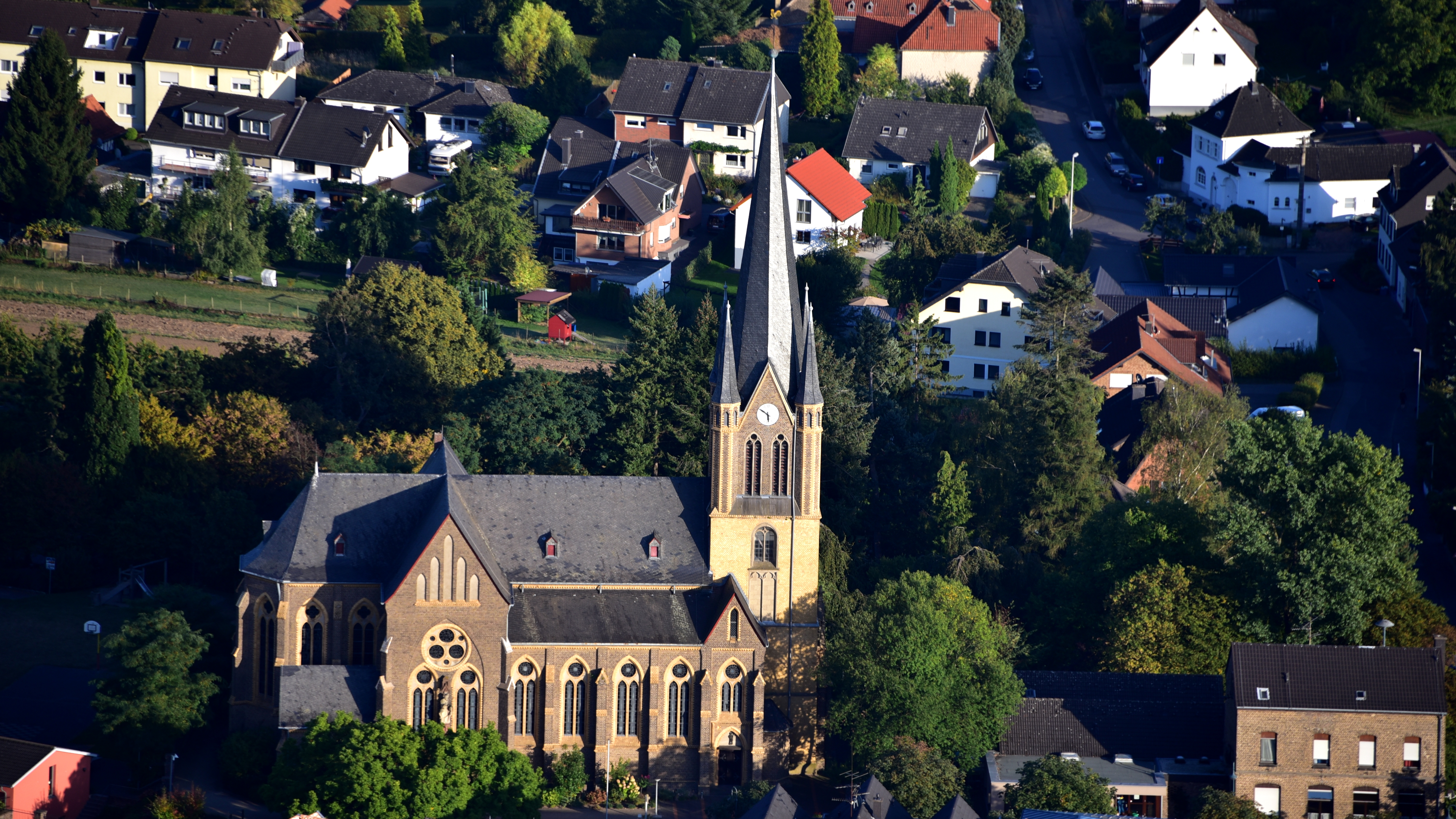
Brenig, St. Evergislus, Luftaufnahme (2016)

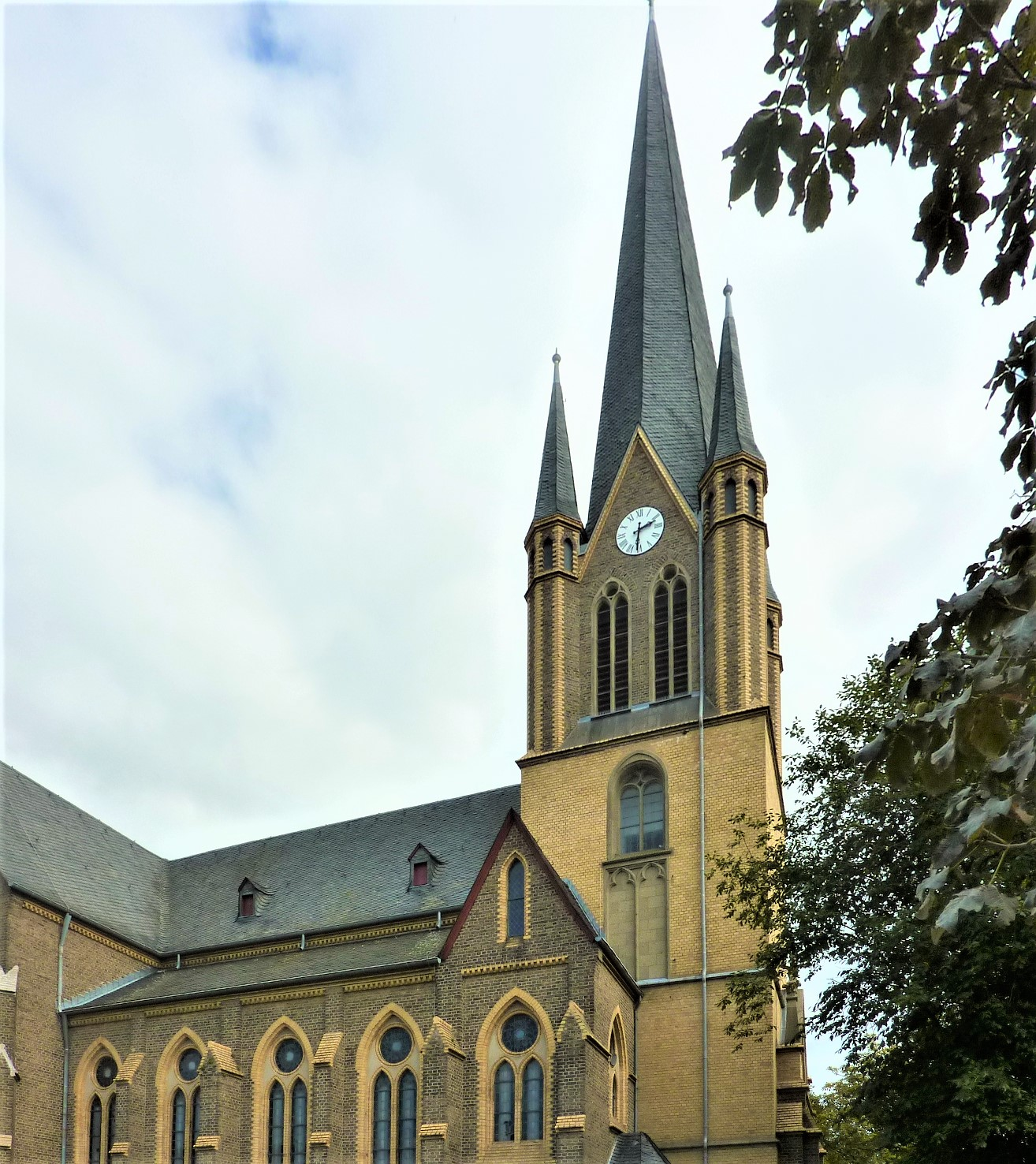
Blick zum Blendenschmuck des gotischen Turmes

Erste urkundliche Erwähnung fand die Kirche zu Brenig, als sie der Kölner Erzbischof Wichfrid 941 dem Kölner Cäcilienstift schenkte. 954 gelangten durch Erzbischof Bruno die Reliquien des heiligen Bischofs Evergislus aus Tongern in das Stift. In der Folgezeit wurde die Breniger Kirche dem Patrozinium dieses Heiligen unterstellt. Später gelangte in die Kirche eine Heilig-Blut-Reliquie unbekannter Herkunft. Möglicherweise wurde sie durch die Herren von Merode aus dem Heiligen Land mitgebracht. In der Folge entwickelte sich deshalb eine bedeutende Wallfahrt nach Brenig, bis die Reliquie in der Säkularisation um 1800 verlorenging.
Die im Kern noch romanische Kirche musste wegen Baufälligkeit 1719 grundlegend wiederhergestellt werden. In gotischer Zeit hatte das Gotteshaus bereits einen neuen dreistöckigen Turm erhalten, der im Obergeschoss zweiteilige Fenster und Blenden besitzt. 1895 schließlich wurde das alte Langhaus ganz niedergelegt; der Turm erhielt ein Obergeschoss und eine große neogotische Kirche wurde nach Plänen des Architekten Gerhard Franz Langenberg durch Hermann Ritzefeld errichtet.

## Fenster
Die Bleiglasfenster stellen im Chor die drei Hochfeste Weihnachten, Ostern, Pfingsten, die Verkündigung an Maria und die Aufnahme Mariens in den Himmel dar. Sie stammen von dem Künstler Jan Schoenacker aus den Niederlanden. Im Kirchenschiff befinden sich Fenster, die nach Vorlagen von Paul Weigmann geschaffen wurden.

## Orgel
In der Breniger Kirche befindet sich eine Orgel, die ursprünglich 1896 von dem Orgelbauer Ernst Seifert gebaut worden war, der Teile der Orgel aus der alten Kirche mit verwendete. 1973 nahm die Firma Weimbs aus Hellenthal einen Umbau vor, worauf die Orgel neu geweiht wurde.
| I Hauptwerk C–g3 |                   |        |
| 1.               | Prinzipal         | 8′     |
| 2.               | Flaut harm.       | 8′     |
| 3.               | Oktav             | 4′     |
| 4.               | Gedeckt           | 4′     |
| 5.               | Superoktav        | 2′     |
| 6.               | Terz              | 1 3⁄5′ |
| 7.               | None              | 8⁄9′   |
| 8.               | Sesquialter I-III | 2 ⁄3′  |
| 9.               | Mixtur IV         | 1 ⁄3′  |
|                  | Tremulant         |        |

| II Positiv C–g3 |            |       |
| 10.             | Gedeckt    | 8′    |
| 11.             | Salicional | 8′    |
| 12.             | Prinzipal  | 4′    |
| 13.             | Flöte      | 2′    |
| 14.             | Quinte     | 1 ⁄3′ |
| 15.             | Zimbel II  | 2⁄3′  |
|                 | Tremulant  |       |

| Pedal C–f1 |             |         |
| 16.        | Subbass     | 16′     |
| 17.        | Oktavbass   | 8′      |
| 18.        | Gedacktbass | 8′      |
| 19.        | Piffaro     | 4′ + 2′ |

- Koppeln: II/I, I/P, II/P
- Spielhilfen: 1 Freie Kombination

## Glocken
Im Kirchturm von St. Evergislus hängen drei historische Bronzeglocken. Die beiden großen wurden von Martin Legros aus Malmedy gegossen, die kleine von Abraham Gaillot, Flamersheim.
| Nr. | Name           | Gussjahr | Durchmesser | Masse   | Schlagton (HT-1/16) | Inschrift |
| --- | -------------- | -------- | ----------- | ------- | ------------------- | --- |
| 1   | Heiliger Geist | 1754     | 1418 mm     | 1750 kg | cis1 +6             | SANCTE SPIRITUS HEISSCHEN ICH ● TZO DEM DEINST GOTZ ROIFFEN ICH ● DE DOEDEN BECLAGEN ICH ● BLIX HAGEL DONNER VERDRIVEN ICH ● HEINRICH VAN COELLEN GUIS MICH ● TEIL HEITGES VAN BORNHEM ● IOIN AN DER LINDEN KIRCHMEISTER ● ANNO 1535 ● ANNO 1753 VERUNGLUCKTE ICH DA WAR ZU LESEN DIE ALTE SCHRIFFT AUFF MICH ● DEN ALTEN NAHMEN BEHALTE ICH ● UND HAT VON NEUEN GOSSEN MICH ● VON MALMEDY MARTIN LEGROS IN BRENICH ANNO 1754 (weitere Inschriften vorhanden) |
| 2   | Sebastian      | 1776     | 1277 mm     | 1250 kg | dis1 ±0             | ICH BIN VERUNGLUCKT ANNO 1775 UND DURCH PHILIPPE MAASS 2 MAHL VERDORBEN IEDOCH MIT GOTTES HULFF DAS DRITTE MAHL VOM MARTIN LEGROS ZU MALMEDY MIT DEM ITEN GUSS GELUNGEN UND DEDICIRT H SEBASTIANO 1776 („...mit dem ersten Guss gelungen und gewidmet dem hl. Sebastian 1776“) (weitere Inschriften vorhanden) |
| 3   | Evergislus     | 1614     | 1154 mm     | 0950 kg | e1 –2               | O PIE PATER EVERGISLE TVORVM MEMOR OPERVM STA PRO TVORVM CETV PAVPERVM CORAM SVMMO IVDICE ANNO 1614 („O frommer Vater Evergislus, eingedenk deiner Werke stehe im Angesicht des höchsten Richters ein für die Schar deiner Armen im Jahre 1614“) (weitere Inschriften vorhanden) |